# Mirador (turismo)

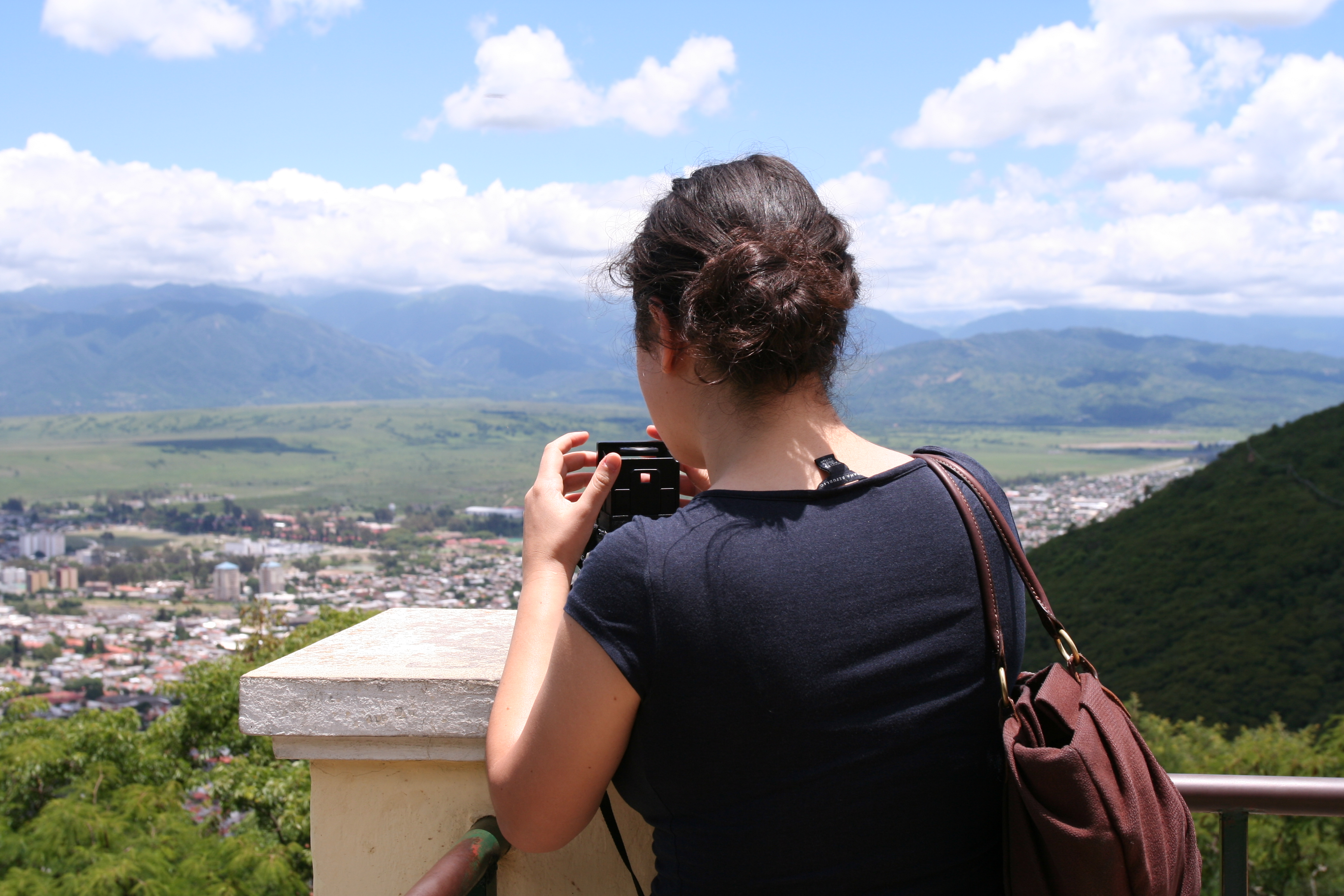
Mirador en el cerro San Bernardo de la ciudad de Salta (Argentina)

Un mirador  (también llamado miradero o divisadero) es un lugar o punto elevado desde el cual puede contemplarse con facilidad un paisaje (urbano o natural) o un acontecimiento.

## Características
Desde los miradores (naturales o artificiales) pueden admirarse diferentes paisajes como entornos urbanos, industriales, rurales, paisajes naturales o geográficos, etcétera, y también para la observación de aves.
Los mismos pueden encontrarse:
- A la vera de una carretera o camino en un punto intermedio o al finalizar el mismo.
- Sobre la cima de una construcción (rascacielos, antena, monumento histórico, presas, puentes, etcétera).
- Sobre un accidente geográfico (cima de montaña, rocas, cañones, estrechos, desfiladeros, etcétera).
- Al lado o en medio de un río o en altamar.
- En una infraestructura construida para tal fin (una torre, por ejemplo).

## Servicios e instalaciones
A cielo abierto, cerrados, agrestes o con infraestructura apropiada, poseen un mismo objetivo: constituir un enclave singular desde el punto de vista paisajístico.
Los mismos cuentan generalmente con diferentes instalaciones, entre las que se encuentran: facilidad de acceso (ruta, caminos, senderos, escalinatas, teleférico, ascensores), mobiliario adecuado para los visitantes como mesas, bancos, plataformas con suelo de cristal, prismáticos, binoculares, zona de aparcamiento (o estacionamiento) y de esparcimiento (paseos, jardines, restaurantes o cafeterías y gift shops).
Generalmente con balcones, pueden ser totalmente abiertos o cerrados, cubiertos por cristales y/o techos, demarcados por líneas imaginarias o con pretiles o barandillas que limitan el espacio hasta donde asomarse.
Ubicados en altas cotas, muchos ponen a prueba el vértigo de los visitantes. Estos puntos de atracción turística suelen encontrarse bien señalizados, y se reflejan en guías turísticas de los lugares en donde se encuentran.
A fin de mejorar la comprensión de las vistas, suelen contar también con señalética apropiada como mapas explicativos o carteles interpretativos de lo que se visualiza.

## Galería

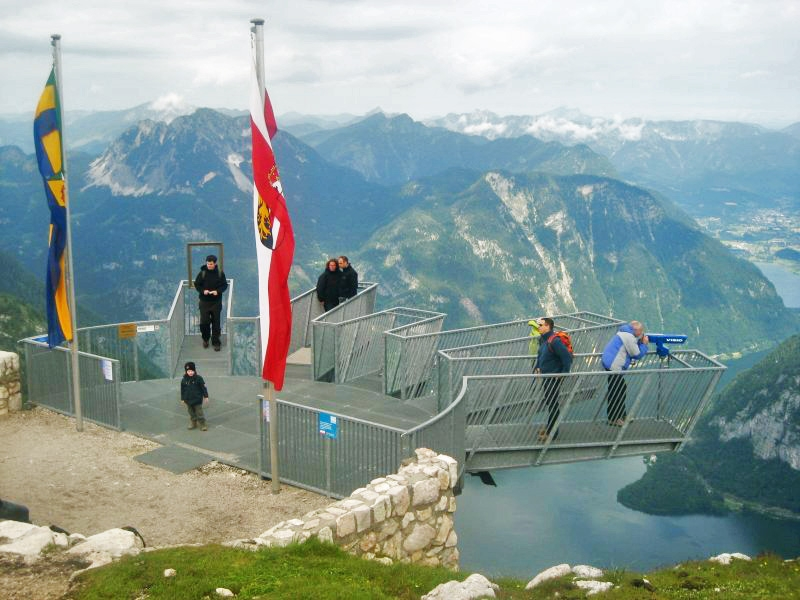
Five Fingers en Austria
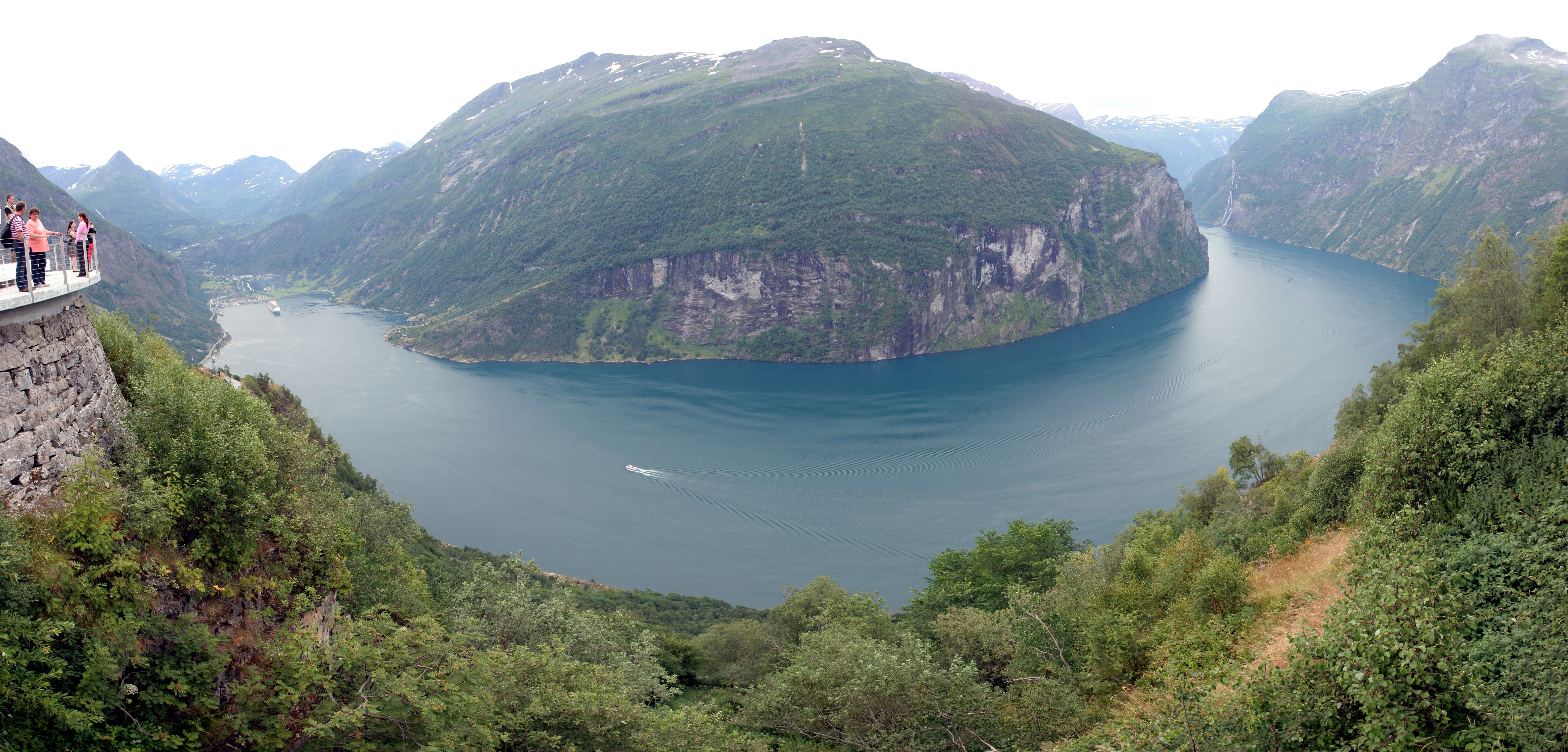
Ørnesvingen en Noruega
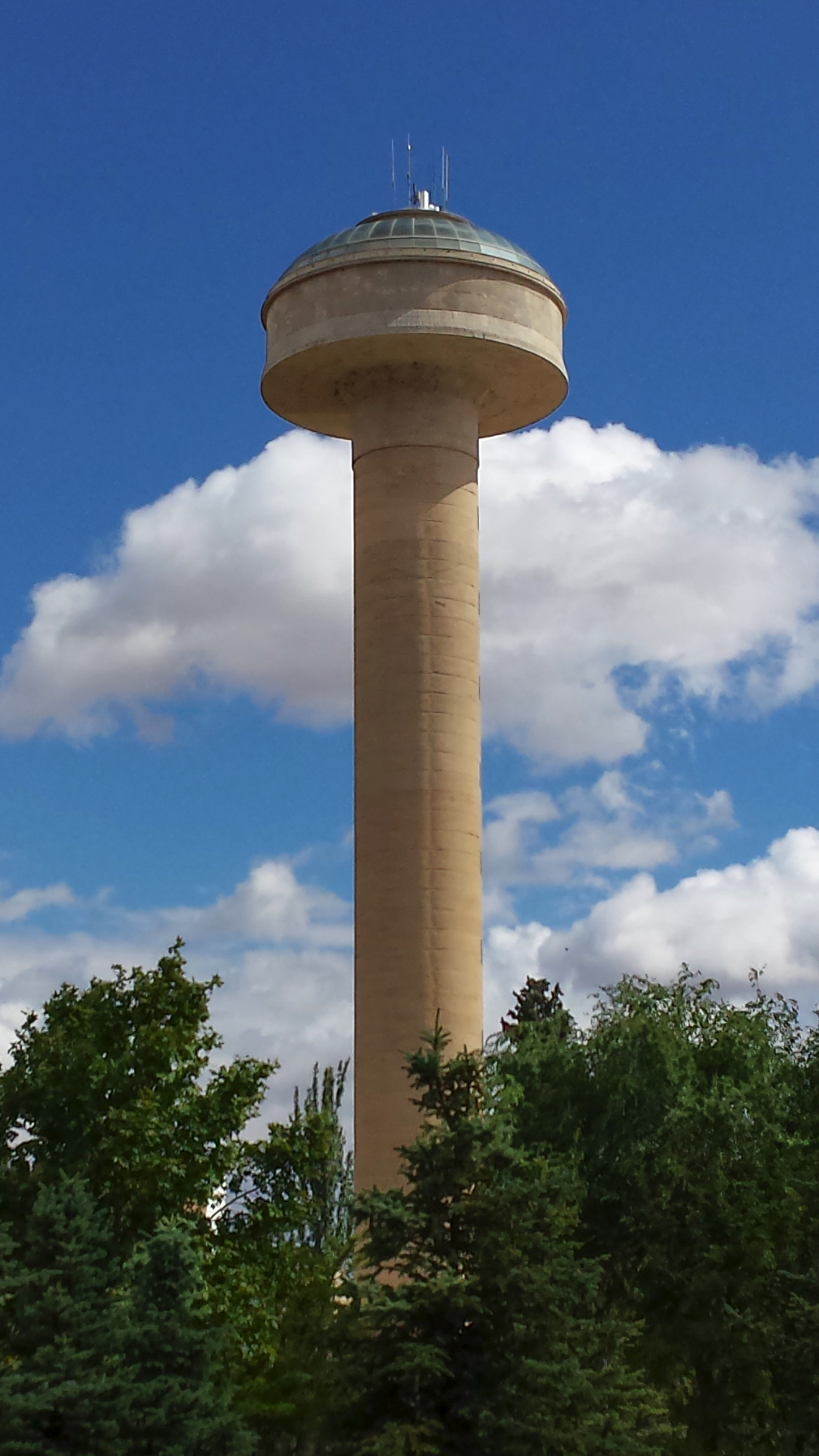
Mirador de la Fiesta del Árbol en Albacete (España)
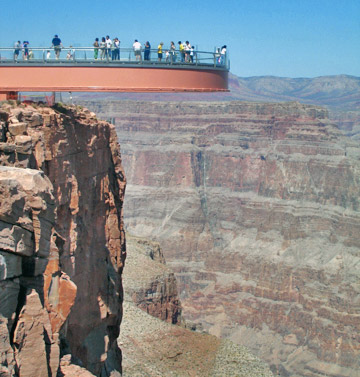
Grand Canyon Skywalk en los Estados Unidos
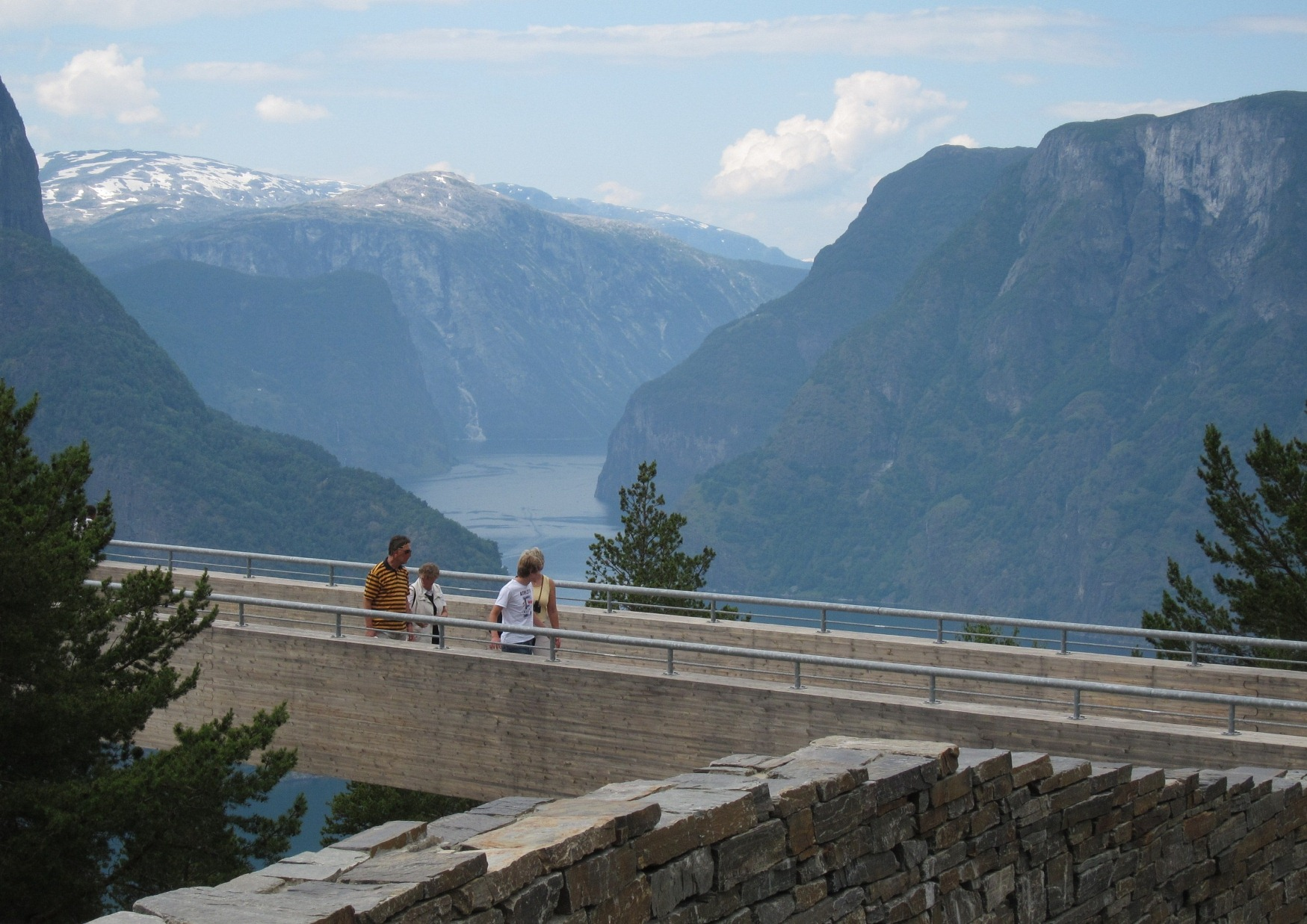
Stegastein en Noruega
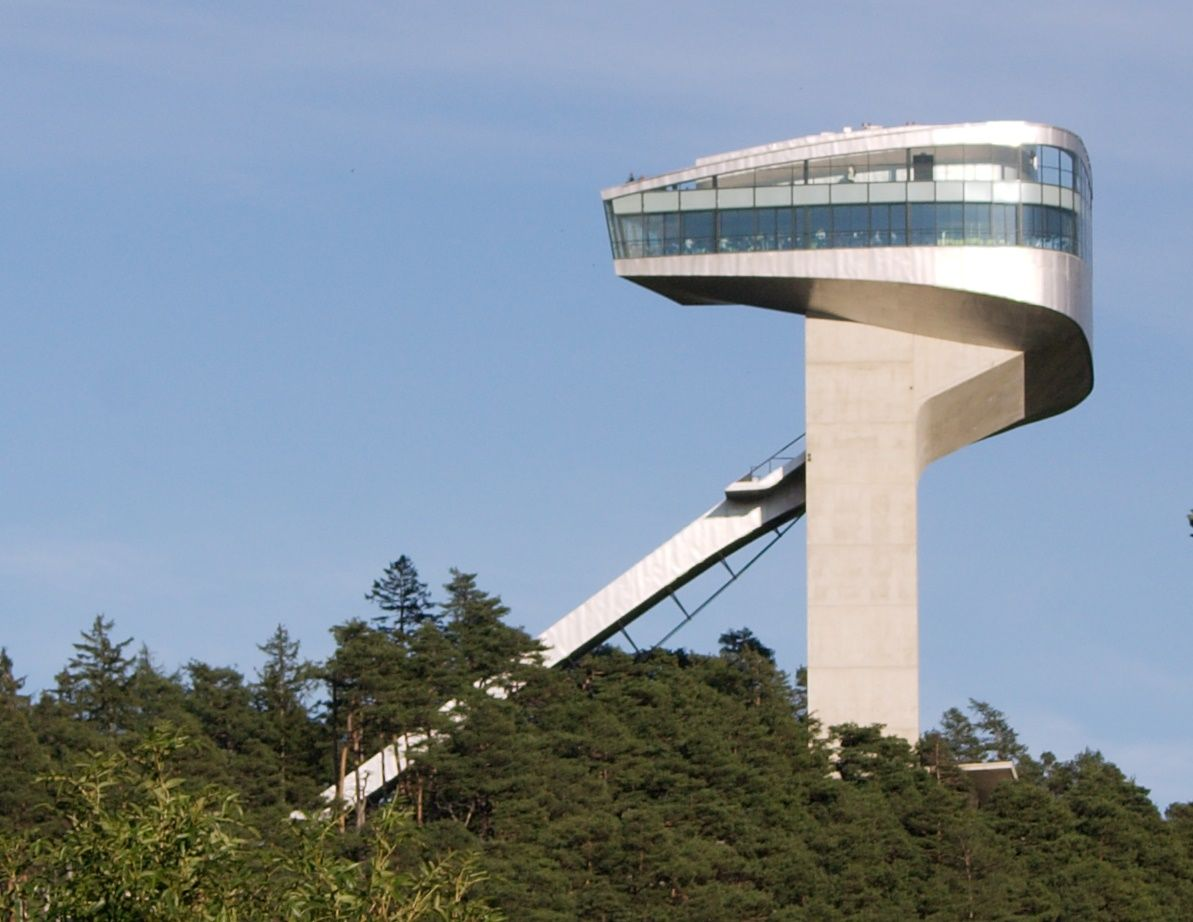
Top of Tirol en Austria
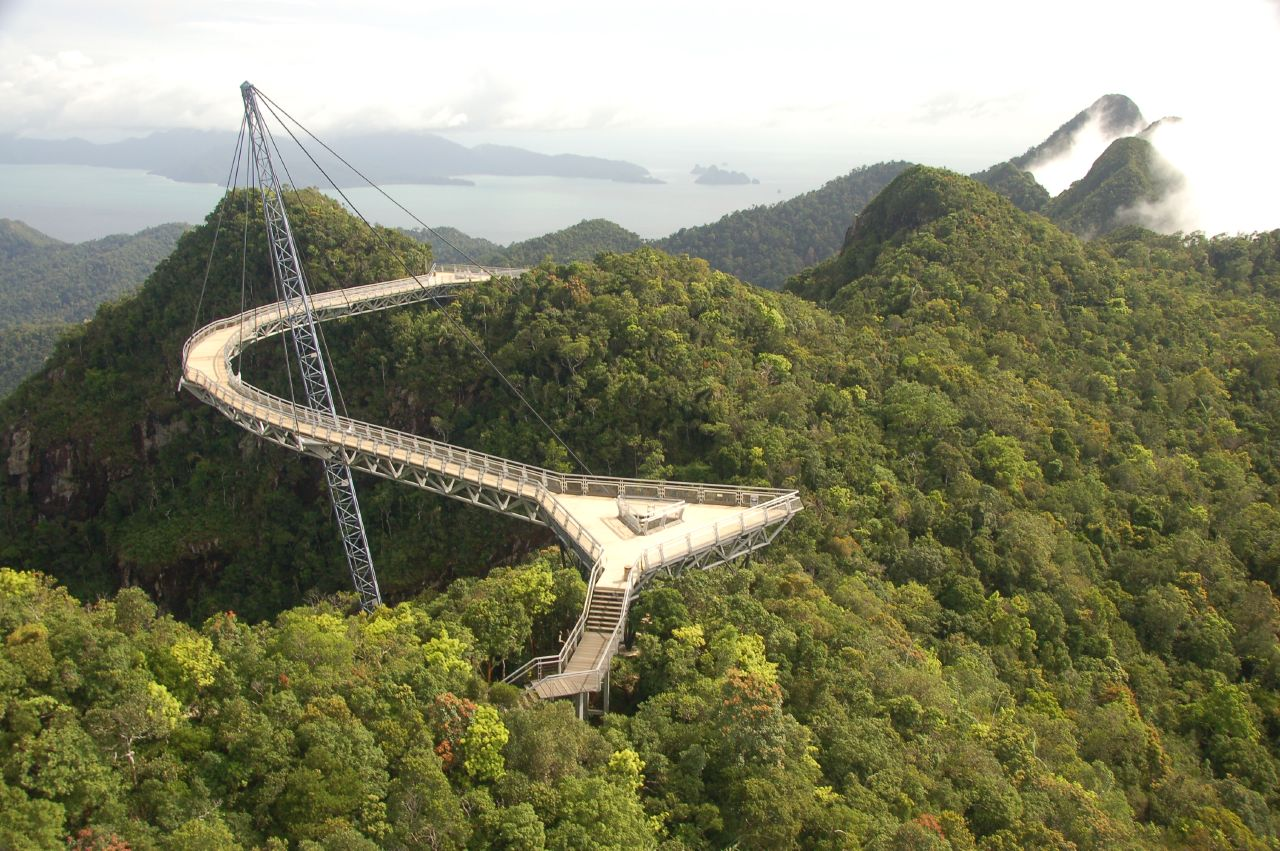
Langkawi Sky Bridge en Malasia
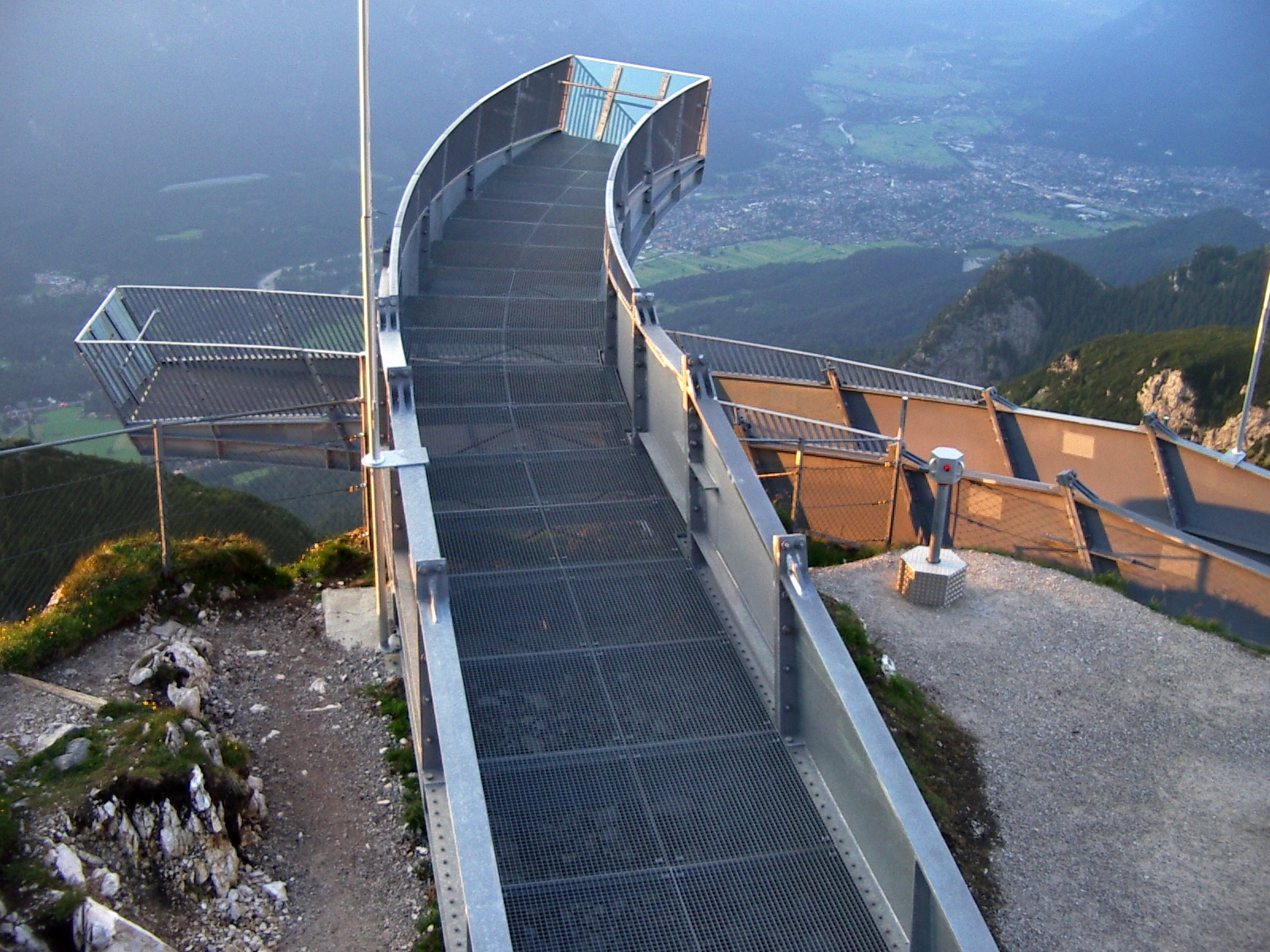
Alpspix en Alemania
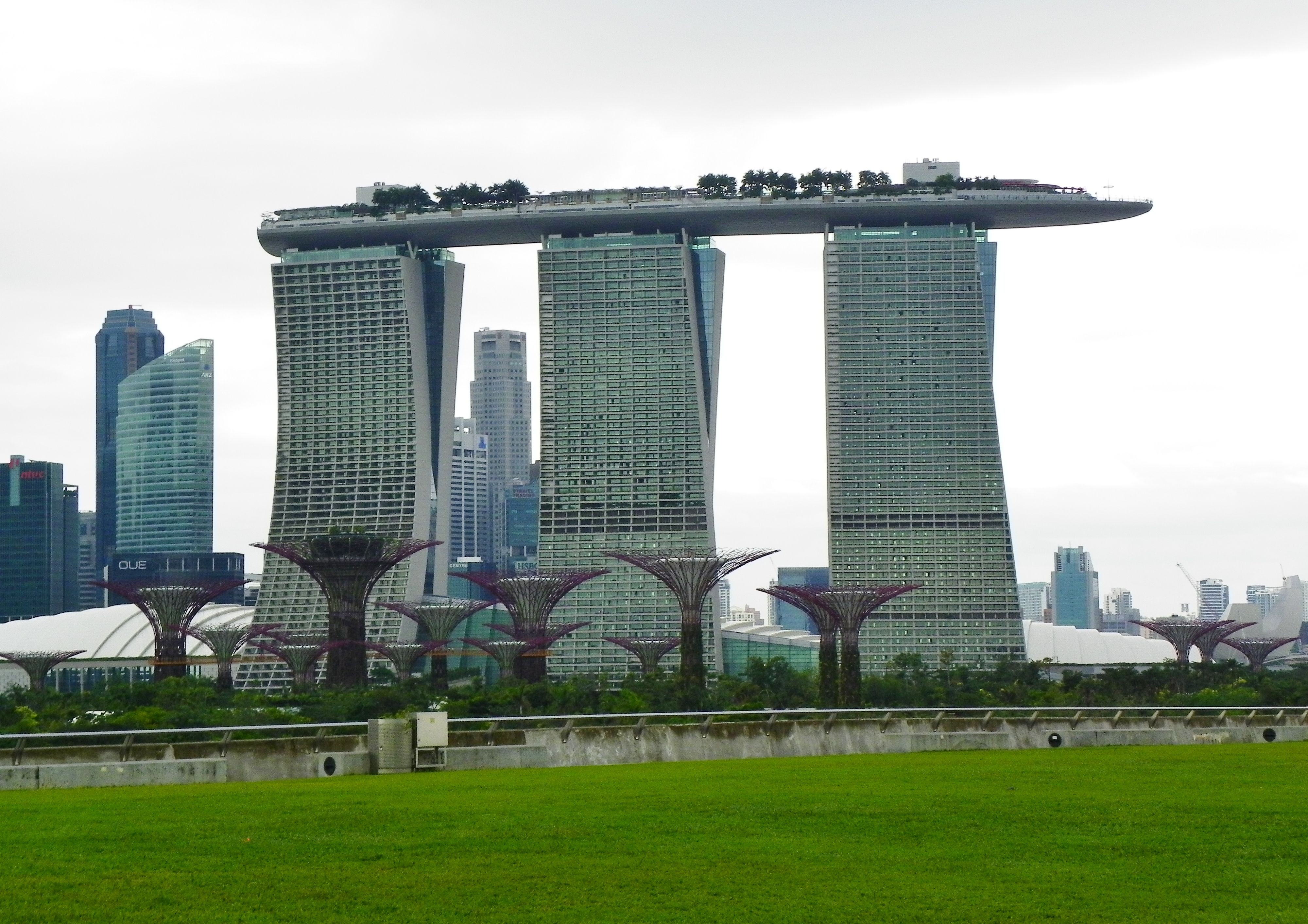
Hotel Marina Bay Sands en Singapur